# Lucas Pinheiro Braathen
Lucas Pinheiro Braathen est un skieur alpin norvégien par son père et brésilien par sa mère, né le 19 avril 2000. Sous les couleurs de la Norvège, il obtient à 20 ans son premier podium et sa première victoire en Coupe du monde le 18 octobre 2020 dans le slalom géant de Sölden, et remporte le petit globe de cristal du slalom au terme de la saison 2022-2023. Il annonce brutalement la fin de sa carrière sportive à la veille du début de la saison suivante en raison de conflits avec la fédération norvégienne. Le 7 mars 2024, Lucas annonce son retour à la compétition sous les couleurs brésiliennes, le pays de sa mère.

## Biographie
Né d'un père norvégien nommé Bjørn et d'une mère brésilienne originaire de São Paulo, il participe à des courses FIS à partir de l'hiver 2016-2017. Lors de la saison suivante, il remporte plusieurs courses de ce type en slalom et slalom géant et prend part à ses premiers championnats du monde junior à Davos, où il est sixième du slalom.
Juste après sa deuxième place au slalom géant de Coupe d'Europe disputé à Funäsdalen, il fait ses débuts en Coupe du monde à Val d'Isère, où il est 26e du slalom géant, synonyme de premiers points. Dans les semaines qui suivent, il cumule trois victoires dans des slaloms géants en Coupe d'Europe avant les Championnats du monde junior, où il est médaillé d'argent du super G et de bronze du combiné.
Lors de la course d'ouverture de la saison 2019-2020 de Coupe du monde, le slalom géant de Sölden, il atteint le sixième rang pour son premier top dix. Le 26 janvier 2020, sur la Ganslern de Kitzbühel, il s'élance avec le dossard N°34 dans le slalom et signe le meilleur temps de la première manche. La course est finalement remportée par Daniel Yule, mais il obtient le meilleur résultat de sa jeune carrière en se classant quatrième ex aequo avec son compatriote Henrik Kristoffersen.
Il remporte sa première victoire en Coupe du monde le 18 octobre 2020, à l'arrivée du slalom géant de Sölden qui ouvre la saison 2020-2021. il s'agit aussi de son premier podium, et à 20 ans et 182 jours, il est le plus jeune vainqueur d'une épreuve sur le circuit international depuis son compatriote Henrik Kristoffersen dans le slalom de Levi en 2014. Le 8 janvier 2021 il chute lourdement à l'arrivée de la seconde manche du géant d'Adelboden. S'il se classe septième de la course, il se déchire les ligaments du genou droit dans cette chute et doit interrompre prématurément sa saison.
Un an plus tard (le 16 janvier 2022), il remporte la deuxième victoire de sa carrière en réalisant un incroyable exploit dans le slalom de Wengen : 29e temps de la première manche à 2 s 04 de son compatriote Henrik Kristoffersen, il réalise une grande performance sur le deuxième tracé, et les vingt-huit coureurs qui s'élancent après lui butent tous sur son chrono, ou partent à la faute, tel Kristoffersen qui « referme le portillon » et enfourche à quelques portes de l'arrivée. Huitième et neuvième de la première manche, Daniel Yule et Giuliano Razzoli (le champion olympique de slalom 2010 est âgé de 37 ans et n'avait pas été à pareille fête depuis longtemps), l'accompagnent sur le podium. À Wengen, Lucas Braathen est le premier coureur dans l'histoire de la Coupe du monde à avoir remonté 28 places dans une épreuve technique.
À la veille du début de la Coupe du monde 2023-2024, Lucas Braathen annonce arrêter sa carrière sportive. Cette décision survient dans un contexte de tension entre le skieur et sa fédération pour des raisons de droits d'image.  Après une saison blanche, il annonce le 7 mars 2024 qu'il va revenir à la compétition lors de la saison 2024-2025. Il le fera sous les couleurs du Brésil, le pays de sa maman. « Je suis très fier de représenter le pays où j'ai découvert mon amour du sport. Ne plus me lever le matin pour devenir l'un des meilleurs du monde m'a manqué, pouvoir skier devant des dizaines de milliers de personnes et faire le spectacle m'a manqué aussi », explique-t-il lors d'une conférence de presse pour annoncer son retour.  
Le 27 octobre 2024, Braathen a participé à sa première course de Coupe du monde pour le Brésil, où il a pu immédiatement gagner des points de Coupe du monde avec la quatrième place. Il s'agissait également des premiers points en Coupe du monde pour un skieur brésilien.

## Palmarès

### Jeux olympiques
| Épreuve / Édition | Slalom géant | Slalom |
| ----------------- | ------------ | ------ |
| JO 2022 Beijing   | DNF          | DNF    |

### Coupe du monde
- Meilleur classement général : 4e en 2023[9].
- 1 petit globe de cristal :
  - Vainqueur du classement du slalom en 2023.
- 17 podiums dont 5 victoires.

| Année/Classement | Général         | Général         | Descente        | Descente        | Slalom          | Slalom          | Slalom géant    | Slalom géant    | Super G         | Super G         | Combiné         | Combiné         | Parallèle       | Parallèle       |
| Année/Classement | Class.          | Points          | Class.          | Points          | Class.          | Points          | Class.          | Points          | Class.          | Points          | Class.          | Points          | Class.          | Points          |
| ---------------- | --------------- | --------------- | --------------- | --------------- | --------------- | --------------- | --------------- | --------------- | --------------- | --------------- | --------------- | --------------- | --------------- | --------------- |
| 2018-2019        | 147e            | 5               | -               | -               | -               | -               | 51e             | 5               | -               | -               | -               | -               | -               | -               |
| 2019-2020        | 27e             | 284             | -               | -               | 24e             | 90              | 15e             | 135             | -               | -               | -               | -               | 10e             | 59              |
| 2020-2021        | 43e             | 204             | -               | -               | -               | -               | 15e             | 191             | -               | -               | -               | -               | 18e             | 13              |
| 2021-2022        | 9e              | 655             | -               | -               | 4e              | 347             | 4e              | 308             | -               | -               | -               | -               | -               | -               |
| 2022-2023        | 4e              | 954             | -               | -               | 1er             | 546             | 7e              | 372             | 39e             | 36              | -               | -               | -               | -               |
| 2023-2024        | Retrait sportif | Retrait sportif | Retrait sportif | Retrait sportif | Retrait sportif | Retrait sportif | Retrait sportif | Retrait sportif | Retrait sportif | Retrait sportif | Retrait sportif | Retrait sportif | Retrait sportif | Retrait sportif |

#### Détail des victoires
| Saison / Épreuve | Slalom géant | Slalom                | Total |
| 2020-2021        | Sölden       |                       | 1     |
| 2021-2022        |              | Wengen                | 1     |
| 2022-2023        | Alta Badia   | Val d'Isère Adelboden | 3     |
| Total            | 2            | 3                     | 5     |

Dernière mise à jour : 8 janvier 2023

### Championnats du monde junior
- Val di Fassa 2019 :
  -  Médaille d'argent au super G.
  -  Médaille de bronze au combiné.

### Coupe d'Europe
- 3 victoires (en slalom géant).

En date de février 2019